# Tracey Mosley
Tracey Mosley (Sydney, Nouvelle-Galles du Sud 25 septembre 1973 - ) est une joueuse de softball australienne. En 2004, elle remporta une médaille d'argent en softball aux Jeux olympiques de Pékin avec l'équipe australienne de softball. En 2008, elle remporta une médaille de bronze aux Jeux olympiques de Pékin.